# 納德里奇涅 (卡明-卡希爾西基區)
51°29′35″N 25°17′17″E / 51.49306°N 25.28806°E
納德里奇涅（烏克蘭語：Надрічне），是烏克蘭西北部的村莊，隸屬沃倫州的卡明-卡希爾斯基區。該村始建於1922年，面積0.22平方公里，海拔高度153米，2022年人口6，人口密度每平方公里100.46人。